# Martin Thoemmes
Martin Thoemmes (* 10. März 1955 in Lübeck; † 19. Januar 2017) war ein deutscher Journalist und Autor.

## Leben
Martin Thoemmes studierte Philosophie und Geschichte an den Universitäten Freiburg und Wien. Er war zunächst Lektor beim Verlag Klett-Cotta in Stuttgart, später Wissenschaftlicher Redakteur im Amt für Archäologische Denkmalpflege in Lübeck sowie Referent an der Ostsee-Akademie in Lübeck-Travemünde. 
Daneben war er freier Mitarbeiter für FAZ und Rheinischer Merkur und Ghostwriter. In der Lübecker Gesellschaft zur Beförderung gemeinnütziger Tätigkeit gehörte er von 1993 bis 1996 und von 2001 bis 2012 dem Redaktionsausschuss der Lübeckischen Blätter an.
Sein besonderes Interesse galt dem Leben und Schicksal der Lübecker Märtyrer und dem aus Lübeck stammenden Philosophen Hans Blumenberg.

## Werke
- mit Dietmar Albrecht (Hrsg.): „… die Reiser, die wir pflanzen den Kindern, würden ein Garten. Im Licht“: zehn Jahre Ostsee-Akademie; Reden, Thesen, Referate. Köln: Verlag Wissenschaft und Politik 1998. ISBN 978-3-933182-03-6
- Ökumene im Widerstand: der Lübecker Christenprozeß 1943. Lübeck: Schmidt-Römhild 2001. ISBN 978-3-7950-0773-7
- mit Dietmar Albrecht (Hrsg.): Mare Balticum: Begegnungen zu Heimat, Geschichte, Kultur an der Ostsee. München: Martin Meidenbauer 2005. ISBN 978-3-89975-510-7
- Lübeck: ein illustriertes Reisehandbuch. Bremen: Temmen 2005. ISBN 978-3-86108-484-6, 4. Auflage 2014
- Lübeck und Travemünde. Heide: Boyens 2007. ISBN 978-3-8042-1232-9
- mit Welf Böttcher: Heinrich Dräger. Eine Biographie. Neumünster: Wachholtz 2011. ISBN 978-3-529-06123-3
- Kann noch Heimat sein?: Variationen zu den letzten von Martin Heidegger niedergeschriebenen Worten. Hagen-Berchum: Eisenhut 2012. ISBN 978-3-942090-16-2
- „Sag niemals drei, sag immer vier“. Das Gedenken an die Lübecker Märtyrer von 1943 bis heute. Hamburg: Ansgar Medien 2012. ISBN 9783932379932